# Spanish Lake (Missouri)
Spanish Lake est une ville du Missouri, dans le comté de Saint Louis. 